# Cindy (comédie musicale)
Pour les articles homonymes, voir Cindy.
Cindy est une comédie musicale de Luc Plamondon et Romano Musumarra, mise en scène en 2002 au Palais des congrès de Paris, récréant l'univers de Cendrillon dans un contexte moderne. Malgré des ventes honorables pour l'album et les singles, la fréquentation du spectacle est décevante, et celui-ci ne reste que peu de temps à l'affiche.

## Résumé
L'intrigue reprend de nombreux éléments du conte Cendrillon transposé dans un contexte moderne. Cindy (Cendrillon, interprétée par Lââm) est une jeune métisse fille d'un pilote irlandais récemment disparu et d'une Cubaine qu'elle n'a pas connu. Elle vit en banlieue avec sa belle-mère La Palma (Patsy Gallant) et ses deux demi-sœurs Pétula (Carine Haddadou) et Tamara (Assia) qui la maltraitent. Ses consolations sont sa danse fétiche, la gigue, que lui a appris son père et quelques sorties, qui ne peuvent toutefois pas se prolonger car sa belle-mère la menace d'expulsion si elle ne rentre pas avant minuit.
Pétula et Tamara ont un jour la surprise d'être invitées à un bal organisé pour l'anniversaire du célèbre rocker Ricky (l'équivalent du prince charmant dans le conte, interprété par Frank Sherbourne) dans la boite de nuit « le Galaxy ». La Palma fait venir le couturier Gontrand (Jean Leduc) afin qu'il habille ses filles pour le bal. Jouant le rôle de la fée du conte, celui-ci offre également ses services à Cindy qu'il s'arrange pour faire participer à la fête. Le jour dit, elle apparaît au Galaxy costumée en princesse orientale. Elle retient l'attention de Ricky, ce qui provoque la fureur de sa fiancée, la top model Judy (Judith Bérard). Ricky propose à Cindy d'ouvrir le bal avec lui, mais celle-ci s'enfuit après avoir entendu les douze coups de minuit, oubliant sa bague dans sa précipitation.
Le producteur de Ricky (Patrice Blouin) est furieux de le voir rompre avec Judy. Pour faire diversion, il lui propose de créer une nouvelle chanson sur une musique de gigue. Des auditions sont organisées pour recruter des danseuses pour le clip video de la nouvelle chanson. Cindy et ses sœurs s'y présentent, et à la surprise générale Cindy remporte le concours. Ricky reconnaît alors en elle la princesse orientale du bal. Il lui rend sa bague. Mais Judy comprend ce qui est en train de se passer, et juste avant de se suicider par overdose, envoie à Ricky un fax comportant le seul mot « Salaud ! ». Bouleversée, Cindy s'enfuit à nouveau. Ricky part à sa recherche, et finit par la retrouver en Irlande. Se promettant de rester unis pour toujours, les deux héros s'envolent ensemble pour les étoiles en vaisseau spatial.

## Accueil
Sorti le 26 février 2002, l'album tiré du spectacle se classe no 24 en France et no 17 en Belgique francophone. Il est certifié disque d'or avec plus de 100 000 exemplaires vendus. De ce disque est tiré en février 2002 un premier single, le duo de Lââm avec Frank Sherbourne Un monde à nous. Celui-ci se classe no 5 en France et en Belgique francophone. Le duo Lââm avec Jay Je l'aime en secret sorti en octobre 2002 est également classé, tout comme le titre Cindy de Frank Sherbourne.
La première de Cindy a lieu le 11 septembre 2002 au Zénith de Caen. Le spectacle débute ensuite à Paris au Palais des congrès le 25 septembre 2002. Il reçoit des critiques très négatives dans la presse, et, ne rencontrant pas le succès espéré, s'arrête au bout de quelques mois,. Luc Plamondon, également producteur du spectacle, reconnaît plus tard que cette comédie musicale est un échec commercial.

## Description
Trois des titres composés par Romano Musumarra figuraient dans la bande originale du film de Jesus Franco Les prédateurs de la nuit (sorti sur les écrans français en 1988) et interprétés par Vincent Thoma.
Faceless dans le film, est devenu Un monde à nous interprété par Laâm et Frank Sherbourne dans la comédie musicale.
Crystal Eyes joué dans un boîte de nuit dans l'une des scènes du film de Franco est devenu Envole-moi vers les étoiles interprété par la distribution de la comédie musicale.
La chanson In the Heart of the City dans un clip télévisuel montrant l'actrice Florence Guérin dans le film de Franco est devenu Manchester interprété par Frank Sherbourne dans Cindy, Cendrillon 2002.
Ces deux dernières chansons sont aussi présentes dans la bande originale du film de Michael Schock Les nouveau tricheurs (sorti sur les écrans français en 1987).

## Fiche technique
La tour centrale – qui constituait l'élément technique le plus impressionnant – avait des dimensions assez exceptionnelles puisqu'elle faisait 8 mètres de haut, avait 8 bras rotatifs et pesait 8 tonnes.
Le spectacle a coûté près de 7 Millions d'euros.

## Distribution

### Chanteurs
- Lââm : Cindy
- Frank Sherbourne : Ricky
- Murray Head : Ronan
- Judith Bérard : Judy
- Patsy Gallant : La Palma
- Jay : Malcolm
- Kristel Adams : Candela
- Carine Haddadou : Pétula
- Assia : Tamara
- Patrice Blouin : Jack
- Jean Leduc : Gontrand

Source : comediesmusicales.net

### Danseurs
- Antoine Jully
- Carl Portal
- Eleanor Hahn
- Esteban Olives
- Fabio Aragao
- Franchesco D'Astece
- Franck Baranek
- Gwenaelle Bonnardel
- Jane Tsai
- Laetitia Mevegue
- Maud Liardon
- Sophie Carlin
- Yourik Golovine
- Yuki Nakamura

## Produits dérivés
Le CD a été édité dans une version Digipack avec des chansons supplémentaires. Un DVD et une cassette vidéo sont également édités.
J'aurais voulu être un artiste… pour pouvoir dire pourquoi j'existe, une compilation hommage à Luc Plamondon, parait en 2010. Le titre Salaud de Judith Bérard, extrait de Cindy, y figure. Marie-Mai reprend cette chanson en 2004 sur son album Inoxydable.